# Утиные истории
«Утиные истории» (англ. DuckTales) — американский детский телевизионный мультсериал, созданный телевизионным подразделением компании «Дисней». Мировая премьера состоялась 18 сентября 1987 года. Всего в эфир вышло 100 эпизодов в составе четырёх телесезонов. Последняя серия мультсериала вышла 28 ноября 1990 года. Мультсериал создан по мотивам комиксов Карла Баркса. Сюжет повествует о селезене-миллиардере Скрудже Макдаке, его племянниках-утятах Билли (Хьюи), Вилли (Дьюи) и Дилли (Луи), а также их друзьях, их приключениях и поисках сокровищ.
По мотивам мультсериала созданы видеоигры, различная атрибутика, комиксы, а также полнометражный мультфильм «Утиные Истории: Заветная лампа», вышедший 3 августа 1990 года в кинотеатрах США. Мультсериал был первым анимационным проектом, выходившим в эфир еженедельно и впоследствии открывший дорогу таким сериалам, как «Чип и Дейл спешат на помощь» и «Чудеса на виражах». Позже были сняты и другие сериалы в той же вселенной — «Чёрный Плащ» и «Кряк-Бряк».
В феврале 2015 года администрация телеканала «Disney XD» объявила о начале работы над перезапуском мультсериала. Мировая премьера перезапуска мультсериала «Утиные Истории» состоялась на телеэкранах США 12 августа 2017 года. Премьера в России состоялась в ноябре того же года.

## Вселенная

### Сюжет
В центре сюжета оказывается миллиардер Скрудж Макдак и трое его внучатых племянников — Билли, Вилли и Дилли. Раньше о них заботился их дядя Дональд Дак — племянник Скруджа — однако он отправляется на военно-морской флот и временно передаёт опеку над мальчиками Скруджу. Хотя Скрудж — самый богатый селезень в мире, он не перестаёт искать способы увеличения своего капитала.
Сюжеты многих эпизодов можно разделить на три группы: первая, где Скрудж пытается защитить или своё богатство, или Первый Гривенник от братьев Гавс и других злодеев; вторая, где персонажи ищут сокровища; третья, где главным выступает какой-то персонаж мультсериала. Некоторые сюжетные линии охватывают несколько эпизодов. Сюжеты эпизодов часто имеют отсылки к произведениям Шекспира, Конан Доила (Шерлок Холмс), мифам Египта, Греции (Золотое Руно), приключенческим фильмам (Индиана Джонс, Джеймс Бонд) и персонажам мировой истории (Джек Потрошитель).

### Персонажи
Главные герои сериала — Скрудж Макдак и его племянники: Билли (Хьюи; англ. Huey), одетый в красную одежду, Вилли (Дьюи; англ. Dewey), одетый в синюю одежду, и Дилли (Луи; англ. Louie), одетый в зелёное. Скрудж является самым богатым селезнем в мире, что, однако, не мешает ему быть и невероятно скупым. Он объясняет свой успех тем, что был умнее самых умных и упорнее самых упорных. Однако несмотря на свою жёсткую деловую «хватку» и скупость, Скрудж заботится о своей семье. Билли, Вилли и Дилли — внучатые племянники Скруджа, оставленные на его попечение Дональдом Даком; они очень активны, непоседливы и довольно умны.
В доме Скруджа также живут Дакворт (англ. Duckworth) — дворецкий и водитель Скруджа; миссис Клювдия (англ. Mrs. Beakley) — няня, нанятая присматривать за ребятами; Поночка (англ. Webby Vanderquack) — внучка миссис Клювдии.
Среди друзей и приятелей семейства есть рассеянный изобретатель Винт Разболтайло (англ. Gyro Gearloose); притягивающий всяческие неприятности Зигзаг Маккряк (англ. Launchpad McQuack) — героический, но далеко не идеальный лётчик; Пупс (англ. Doofus); пещерная «утка» из прошлого Бабба (англ. Bubba); бухгалтер Фентон Крякшелл (англ. Fenton Crackshell), также известный, как Уткоробот (или Технодак, или Суперкряк; англ. GizmoDuck).
Отрицательные персонажи — главным образом, братья Гавс (англ. The Beagle Boys), Флинтхарт Гломгольд (англ. Flintheart Glomgold) и Магика де Гипноз (англ. Magica De Spell). Все они так или иначе представляют угрозу финансовому благосостоянию Скруджа, хотя мотивы у них различны. Братья Гавс раз за разом пытаются ограбить его хранилище, в чём им иногда помогает их Мамаша Гавс (англ. Ma Beagle). Гломгольд всеми способами пытается стать самым богатым селезнем в мире, вытеснив Скруджа с этого места.
Магика хочет заполучить первую десятицентовую монетку Скруджа, вплавив которую в свой амулет, она станет всесильной. Персонажи Братьев и Мамаши Гавс списаны с реально существовавшей в 1930-е годы бандитской группировки Баркеров-Карписов, возглавляемой Мамочкой Баркер.
К злодеям также относятся По де Гипноз (англ. Poe De Spell) — брат Магики, каким-то образом превращённый в ворона; вор-карманник Дижон (англ. Dijon); Эль Капитано (англ. El Capitan).
Среди эпизодических персонажей находятся: Дональд Дак (англ. Donald Duck), который, захотев повидать мир, поступил в ВМС и оставил своих племянников Скруджу на попечение в начале сериала; старая любовь Скруджа — Голди (англ. Goldie O'Gilt); его невероятно удачливый племянник Глэдстоун Гусак (англ. Gladstone Gander); пожилой учёный-селезень Людвиг фон Дрейк (англ. Ludwig von Drake).

### Место действия
Действие мультсериала разворачивается во Вселенной Диснея в вымышленном городе Даксбурге (США), где живут антропоморфные животные. Город основан переселенцами из Европы. Основателями города считаются династии Даков и Макдаков. Самые знаменитые жители Даксбурга это: Скрудж Макдак, Дональд Дак и др. Иногда сюжет мультсериала разворачивается в других местах.

## Производство

### Концепция
Работа над проектом началась в 1986 году, премьера должна была состояться в 1987 году в эфире с 16:00 до 18:00, когда детская аудитория наиболее многочисленная по сравнению с утренним временем. Производственный процесс возглавила японская анимационная корпорация «TMS Entertainment» — студия Диснея с самого начала планировала создать мультсериал с более высоким бюджетом. Ранее в 1985 году «TMS Entertainment» работала над другими проектами компании Дисней — «Ваззлы» и «Приключения мишек Гамми» — их качество отличалось от более ранних мультипликационных проектов в лучшую сторону. Над сериалом работало большое количество японских художников, что привело к росту финансовых затрат в связи с разницей курса валют между иенами и американским долларом. Компания Дисней рассчитывала на синдикацию проекта через «Buena Vista Television». Это концепция работала с проектами с живыми актёрами и ранее использовалась только в трансляции классических короткометражных мультфильмов с низким бюджетом — именно поэтому проект «Утиных историй» считался крайне рискованным.

### Музыка
Заглавную музыкальную тему мультсериала написал американский композитор Марк Мюллер, лауреат премии «Американского общества композиторов, авторов и издателей», также известный по заглавной теме мультсериала «Чип и Дейл спешат на помощь».
Песню в англоязычной версии мультсериала исполнил Джефф Песцетто. Песня написана в жанре поп-рока и рассказывает про то, как в Дакбурге каждый день происходят новые приключения. Существует четыре разные версии песни. Первая, которая звучит в заставке мультсериала, содержит куплет, припев, бридж и снова припев. Короткая версия темы была использована в промокампании «The Disney Afternoon» с фрагментом «Everyday they’re out there making Duck Tales, woo-ooh» из текста песни. Полная версия песни была выпущена на официальном альбоме-саундтреке всех шоу программы «The Disney Afternoon». В полной версии есть второй куплет, а также в ней звучит гитарное соло во время кряканья. В отличие от других версий в ней нет концовки, а лишь постепенное затухание. Кроме того, существует редкая расширенная версия с кассет 1987 года. Куплет, припев, бридж, припев, проигрыш, припев идут в такой последовательности.
Инструментальную музыку, звучащую во время эпизодов, написал американский композитор Рон Джонс. В отличие от других образцов музыки для мультфильмов, Джонс сказал, что он не хотел писать музыку, которая станет «миленьким незначительным фоном», а с уважением отнёсся к зрителям, для которых создал «интеллигентную музыку».

## Трансляция

### США
Мировая премьера состоялась 18-20 сентября 1987 года со специальным выпуском «The Treasure Of The Golden Suns», который позже разделили на 5 получасовых эпизодов. 65 серий первого сезона выходили в эфир с 1987 по 1988 — именно столько эпизодов необходимо, чтобы получить статус ежедневного шоу на протяжении 13 недель. Студия Диснея заказала ещё 3 сезона: второй (в эфире с 1988 до 1989) состоял из двух спецвыпусков «Time Is Money» и «Super DuckTales» (каждый из них в дальнейшем также был разделён на 5 эпизодов). Третий сезон (1989—1990) состоял из 18 эпизодов, которые выходили вместе с сериалом «Чип и Дейл спешат на помощь» в программном блоке; и четвёртый сезон (конец 1990) из 7 серий (3 из них должны были выйти в рамках третьего сезона) — эпизоды выходили в часовом программном блоке «The Disney Afternoon» вместе с ещё тремя мультфильмами.
Сериал продолжал транслироваться в блоке «The Disney Afternoon» до 1992 года. Повторы выходили на «The Disney Channel» в октябре 1995 года в двухчасовом блоке «Block Party» — сериал транслировался до 1999 года.

### СССР и Россия
Премьера первых 52 серий «Утиных историй» состоялась 1 января 1991 года по Первой программе ЦТ СССР в 18:10 в блоке «Уолт Дисней представляет…». В блоке было представлено первые серии двух мультсериалов: первый — «Утиные истории», второй — «Чип и Дейл спешат на помощь».

## Реакция

### Обзоры и критика
Журнал Lumiere: «„Утиные истории“ — это сериал о семье, дружбе, приключениях, о том, как не падать духом и не потерять чувство юмора, кем бы ты ни был».

### Награды и номинации
- Дневная премия Эмми

1988 — Выдающаяся анимационная программа (номинация)
1989 — Выдающаяся анимационная программа (номинация)
1989 — Выдающаяся анимационная программа длительностью более часа — «Super DuckTales» (лауреат)
1990 — Выдающийся звуковой монтаж — Рич Харрисон, Чарли Кинг и Рик Хинсон (лауреаты)

### Признание
В январе 2009 года IGN поставил «Утиные истории» на 18-е место в Топ-100 лучших анимационных телешоу. В 2013 году WatchMojo.com поставил «Утиные истории» на 1 место как лучший анимационный сериал Дисней.

### Выход на видео
Компания «Walt Disney Studios Home Entertainment» выпустила часть мультсериала на DVD. В первом регионе в продажу поступил 3 бокс-сета c 75 эпизодами шоу на 9 дисках. Эпизоды были выпущены в порядке трансляции за исключением эпизода «Treasure of the Golden Suns» — который вышел во втором томе. Ни на одном из DVD нет дополнительных материалов.
| Название            | Кол-во эпизодов | Порядок в сериале | Релиз           | Примечания |
| ------------------- | --------------- | ----------------- | --------------- | ---------- |
| DuckTales: Volume 1 | 27              | 1-27              | 8 ноября 2005   | [ 17 ]     |
| DuckTales: Volume 2 | 24              | 28-51             | 14 ноября 2006  | [ 18 ]     |
| DuckTales: Volume 3 | 24              | 52-75             | 13 ноября 2007  | [ 19 ]     |
| DuckTales: Volume 4 | 25              | 76-100            | Дата неизвестна |            |

Во втором регионе также выпускался первый том сериала с 7 эпизодами шоу в Великобритании, однако на дисках были выпущены другие эпизоды, так как на дисках первого региона есть лишь одна английская звуковая дорожка, в то время как во втором регионе — несколько языковых дорожек.

## Продолжения и адаптации

### Полнометражный мультфильм
«Утиные истории: Заветная лампа» (1990) — герои сериала отправляются на поиски сокровища.

### Комиксы

#### Дядя Скрудж
Значительная часть комиксов Утиные истории основана на более раннем комиксе Дядя Скрудж.

#### DuckTales (1990—1996)
В оригинале Утиные истории выпускались в двух циклах комиксов. Первый цикл из 13 выпусков (1988—1990) издавался компанией Gladstone Publishing, второй, от компании Disney Comics, состоял из 18 выпусков (1990—1991). Disney также издавал детский журнал, основанный на сериале, где тоже были комиксы, один из которых был написан Доном Роса. Дальнейшие комиксы также печатались в журнале Disney Adventures с 1990 по 1996 гг.
29 августа 2007 года издательство Gemstone выпустило коллекционный том Ducktales: Scrooge's Quest, за которым последовал Ducktales: The Gold Odyssey от 7 октября 2008 года; эти два тома содержат практически все выпуски от Disney Comics.
В 2006 и 2008 годах последовало переиздание этого двухтомника в цикле Walt Disney Treasures: Disney Comics: 75 Years of Innovation (2006), Uncle Scrooge: A Little Something Special (2008).

#### Greatest DuckTales Stories Карла Баркса (2006)
24 мая и 19 июля 2006 года издательство Gemstone выпустило двухтомник Carl Barks' Greatest DuckTales Stories с переизданиями историй, написанных Карлом Барксом, которые были адаптированы к телевизионным эпизодам Утиных историй. Оба тома содержат вступление, где есть сравнение оригинальных комиксов с их аналогами в мультсериале. В томе 1 также есть статья о деталях создания сериала из комиксов.

#### Перезапуск от BOOM! Studios (2011)
Издательство BOOM! Studios выпускало новый цикл из 6 комиксов Утиные истории с мая 2011 года. Автор выпусков был Warren Spector (также автор видеоигры Epic Mickey), художником — Leonel Castellani и Jose Massaroli. Последние два комикса были кросс-овером с Чёрным Плащом. Выпуски также были изданы в двухтомнике от IDW Publishing в октябре 2018 в цикле Disney’s Afternoon Giant. Названия томов: DuckTales: Rightful Owners (выпуски № 1-4), Darkwing Duck/DuckTales: Dangerous Currency (Утиные истории № 5-№ 6 и Чёрный Плащ № 17-№ 18).

### Компьютерные игры
- DuckTales — видеоигра 1989 года, выпущенная компанией Capcom для приставок NES и Game Boy.
- DuckTales 2 — видеоигра 1993 года, выпущенная компанией Capcom для приставок NES и Game Boy.
- DuckTales: The Quest for Gold — видеоигра 1990 года, разработанная компанией Incredible Technologies для Amiga, Apple II, Commodore 64, DOS, Windows и Mac OS 8.
- DuckTales: Remastered — ремейк оригинальной игры от Capcom, выпущенный в 2013 году на PC и консоли Wii U, Playstation 3 и Xbox 360; в 2015 году игра была выпущена на мобильные телефоны под управлением iOS, Android и Windows Phone.

### Перезапуск
25 февраля 2015 года было объявлено о том, что новая версия шоу будет показана на Disney XD в 2017 году. Первый сезон состоял из 21 получасовых эпизодов и двух часовых специальных выпусков. Премьера состоялась 12 августа 2017 года.